# 1581 Абандерада
1581 Абандерада (1950 LA1, 1927 JD, 1929 TY, 1943 EK, 1949 FM1, 1949 FQ, 1949 FY, 1966 FP, 1975 YH, 1581 Abanderada) — астероїд головного поясу, відкритий 15 червня 1950 року.
Тіссеранів параметр щодо Юпітера — 3,192.